# Julgamentos de crimes de guerra de Khabarovsk
Os julgamentos de crimes de guerras de Khabarovsk foram audiências realizadas entre 25 e 31 de dezembro de 1949, na cidade industrial de Khabarovsk (Хабáровск), a maior cidade do Extremo Oriente Russo (Дáльний Востóк) adjacente ao Japão. Ali, doze membros do Exército de Guangdong japonês foram julgados como criminosos de guerra pela fabricação e uso de armas biológicas durante a Segunda Guerra Mundial. Durante os julgamentos, o acusado, como o major-geral Kiyoshi Kawashima, declarou que, já em 1941, cerca de 40 membros da Unidade 731 jogaram pulgas contaminadas por peste em Changde. Essas operações causaram surtos de peste epidêmica. Todos os 12 criminosos de guerra acusados foram declarados culpados e condenados a penas que variam entre dois e 25 anos em um campo de trabalho. Em 1956, aqueles que ainda estavam cumprindo a sentença foram libertados e repatriados ao Japão.
De acordo com um especialista em bioética: "Apesar do seu forte tom ideológico e de muitas deficiências óbvias, como a falta de participação internacional, o julgamento estabeleceu sem dúvida razoável que o Exército Imperial Japonês preparou e utilizou armas bacteriológicas e que pesquisadores japoneses haviam conduzido experiências cruéis sobre a vida de seres humanos. No entanto, o julgamento, juntamente com a evidência apresentada ao tribunal e suas principais descobertas - que se mostraram incrivelmente precisas - foi desacreditado como propaganda comunista e totalmente ignorado no Ocidente até os anos 1980."
O historiador Sheldon Harris descreveu o julgamento em sua história da Unidade 731: "As evidências apresentadas durante as audiências basearam-se em 18 volumes de interrogatórios e material documentário reunidos em investigações nos quatro anos anteriores. Alguns dos volumes incluíram mais de 400 páginas de depoimentos ... Ao contrário dos Processos de Moscou da década de 1930, as confissões japonesas feitas no julgamento de Khabarovsk foram baseadas em fatos e não na fantasia de seus manipuladores".
Um dos especialistas dos promotores soviéticos durante o julgamento, N. N. Zhukov-Verezhnikov, mais tarde serviu no painel de cientistas, liderado por Joseph Needham, que investigou alegações chinesas e norte-coreanas de guerra biológica na Guerra da Coreia, realizadas pelos Estados Unidos.